# Werner Lange (Unternehmer)
Werner Hans-Heinrich Wilhelm Lange (* 10. Juni 1917 in Hamburg-Altona; † 2. Oktober 1979 in Uetersen) war ein deutscher Müller und Unternehmer. Er ist Ehrenbürger der Stadt Uetersen und letzter Besitzer des Grundstücks von Langes Mühle.

## Leben
Lange Zeit leitete der Kaufmann und Müller Werner Lange zusammen mit seinem Bruder Alexander Lange (1909–1984) die Firma J. P. Lange Söhne in Altona, die sein Großvater Peter August Lange zusammen mit dessen Bruder Heinrich Adolph 1873 gegründet hatte. 1953 zog Werner Lange nach Uetersen, wo er auf dem Grundstück der ehemaligen Langen Mühle lebte. Hier mahlten zwischen 1738 und 1904 sechs Generationen der Familie Lange Mehl.
Sein im Juni 1979 unterzeichneter Erbvertrag besagt, dass das gesamte Grundstück inklusive des 27 Hektar großen Mischwaldes Langes Tannen, des Wohnhauses, einer Scheune und einigen Nebengebäuden in den Besitz der Stadt Uetersen übergeht. Der damalige Bürgermeister und Freund von Lange Waldemar Dudda habe ihn damals zu dieser Entscheidung bewogen.
Es war der Wunsch Werner Langes, dass das Anwesen als Erholungsgebiet der Öffentlichkeit zugänglich gemacht werde. Das über 250 Jahre alte Herrenhaus sollte zu einem Museum umfunktioniert werden. Gezeigt werden originale Gebrauchsgegenstände der Familie, aber es wird auch über die Geschichte der Lange’schen Mühle berichtet. Für dieses großzügige Erbe wurde ihm am 15. September 1979 sowohl die Ehrenmünze als auch die Ehrenbürgerwürde verliehen. Nur 17 Tage später, am 2. Oktober 1979, starb Werner Lange. Er ist begraben auf dem Neuen Friedhof von Uetersen.

## Ehrungen
- Ehrenmünze (Stadt Uetersen)
- Ehrenteller (Stadt Uetersen)
- Ehrenbürgerwürde (Stadt Uetersen)

## Weblink
- Museum Langes Tannen Uetersen: Schenkung